# ロイス川
ロイス川（Reuss River）は、長さ158kmのスイスで4番目に大きな川である。フルカロイス（de:Furkareuss）に源を発し、ルツェルン湖、ルツェルン市街を流れ、ヴィンディッシュ（en:Windisch）近郊でアーレ川に合流する。
ルツェルンのシンボル的な橋であるカペル橋は、ロイス川に架けられた橋である。